# Artesanías Tradicionales de Japón
La Artesanía Tradicional de Japón (伝統的工芸品 dentōteki kōgeihin?)  es una serie de artesanías japonesas especialmente reconocidas y designadas como tales por el Ministro de Economía, Comercio e Industria (anteriormente, el Ministerio de Comercio Internacional e Industria) de conformidad con la Ley de fomento de la artesanía tradicional de 1974. Hasta el 17 de octubre de 2024, se habían designado 243 diferentes tipos de artesanías que cumplían con dichos requisitos.

## Antecedentes
Como se establece en el artículo 1 de la Ley de 1974, el propósito de las industrias artesanales tradicionales y su promoción es enriquecer la vida de los ciudadanos y, debido a su naturaleza geográfica particular, contribuir al desarrollo de las economías locales y, por ende, al de la nación en su conjunto.: 10 Este ángulo económico ayuda a distinguir la designación de las artesanías tradicionales en virtud de la Ley de 1974 de la de las artesanías tradicionales como Bienes Culturales Intangibles en virtud de la Ley de 1950 para la protección de los bienes culturales.: 10 La ayuda financiera está disponible en ambos marcos; la destinada a la Artesanía Tradicional se centra en cinco aspectos: la formación de sucesores, el registro de tecnologías y técnicas, la obtención de materias primas, la evolución de los conceptos y diseños creativos y el desarrollo de la demanda. : 10 

## Tendencias
En el Año fiscal 2016, 62.690 personas estaban empleadas en la industria de artesanías tradicionales, una reducción respecto de las 288.000 de 1979, con una producción valorada en 96 mil millones de yenes, en comparación con los 540 mil millones de 1983. El análisis de la Asociación para la Promoción de la Industria Artesanal Tradicional ubica estas tendencias dentro un contexto más amplio de los cambios en los estilos de vida y el empleo que acompañaron al llamado Milagro económico japonés, el crecimiento económico de posguerra de la nación, identificando siete argumentos explicativos principales: el desplazamiento por bienes altamente industrializados, producidos en serie -y, en consecuencia, más baratos- en el mercado de consumo masivo; el declive de las zonas rurales y de las industrias primarias, como la agricultura y la industria forestal, que proporcionan muchos de los materiales; la construcción que ha planteado obstáculos al aprovisionamiento de materiales; los cambios en el sistema educativo y en el entorno laboral que desincentivan el necesario aprendizaje desde una edad temprana y una vida de trabajo modesto y manual; los cambios en el estilo de vida de los consumidores, con el aumento de la urbanización y la occidentalización; los cambios en la actitud hacia los artículos de uso cotidiano, con una tendencia a elegir artículos desechables en función de la moda, la novedad y el precio; y los cambios en el sistema familiar, con la familia nuclear y los hogares unipersonales que dificultan la transmisión entre generaciones. Al mismo tiempo, hay varias posibles fuentes de esperanza: la creciente demanda de productos de alta calidad que suele ir acompañada de prosperidad; el interés en culturas regionales únicas; la nueva apreciación de " wa " y " monozukuri ", incluido el auge de la demanda en Occidente; y una creciente conciencia de los beneficios de una economía circular.

## Criterios
Para ser elegible para la designación, como se especifica en el Artículo 2 de la Ley de 1974, la candidatura debe ser:
- Principalmente de uso en la vida cotidiana
- Sus procesos de producción predominantemente manuales
- Su fabricación utilizando tecnologías y técnicas tradicionales
- Creado principalmente a partir de materiales preparados y utilizados tradicionalmente
- De una zona determinada, en cuya producción intervienen un número considerable de personas

A estos efectos, se entiende por "tradicional" una historia y continuidad de al menos cien años;: 11 Un "número considerable de personas" implica al menos diez empresas o treinta individuos, a fin de garantizar una escala de operaciones suficiente para mantener la fiabilidad. Si las materias primas pertinentes se han agotado o son extremadamente difíciles de conseguir, se permite un sustituto siempre que no se pierda la base del original. "Tecnologías y técnicas" se refieren a las habilidades y prácticas del artesano individual, así como a los conocimientos técnicos acumulados en la industria, con mejoras permitidas siempre que las características clave de la artesanía se mantengan fundamentalmente inalteradas. "Predominantemente manual" requiere que la forma, las características y la calidad de la artesanía sean producto de la habilidad manual, aunque se permite el uso de maquinaria para procesos auxiliares. Y "Uso en la vida cotidiana" pueden incluir acontecimientos ocasionales y puntuales como festivales, bodas y funerales, si están estrechamente relacionados con los hábitos cotidianos de los habitantes locales.

## Artesanía tradicional
Con la designación de artesanías en la Prefectura de Chiba y la Prefectura de Kumamoto en 2003, y de dos tradiciones artesanales pertenecientes a los Ainu de Hokkaidō en 2013, al menos una artesanía ha sido designada en cada una de las 47 prefecturas que conforman Japón. Hasta el 26 de octubre de 2023, Tokio tenía el mayor número de oficios tradicionales designados (22), seguida de laPrefectura de Kioto (17), la Prefectura de Niigata y la Prefectura de Okinawa (16), la Prefectura de Aichi (15) y la Prefectura de Ishikawa (10), mientras que laPrefectura de Aomori y la Prefectura de Ōita tenían solo una cada una. Las 241 artesanías designadas se dividen en quince categorías: tejidos (38), tejidos teñidos (14), otros textiles (5), cerámica (32), lacado (23), madera y bambú (33), metalistería (16), Butsudan e instrumentos rituales budistas (17), washi (9), herramientas de escritura (10), cantería (4), cantería preciosa (2), muñecas y kokeshi (10), otros (25), y materiales y herramientas para artesanías (3).
| Artesanía                                                                            | Prefectura          | Commentarios                                                    | Imagen | Designación | Tipo                                    | Ref. |
| ------------------------------------------------------------------------------------ | ------------------- | --------------------------------------------------------------- | ------ | ----------- | --------------------------------------- | ---- |
| Nambu Objetos de hierro fundido 南部鉄器 Nanbu-tekki                                 | Iwate               |                                                                 |        | 1975        | Hierro fundido                          |      |
| Yamagata-imono 山形鋳物 Yamagata-imono                                               | Yamagata            |                                                                 |        | 1975        | Hierro fundido                          |      |
| Honba Ōshima-tsumugi 本場大島紬 Honba Ōshima-tsumugi                                 | Miyazaki, Kagoshima |                                                                 |        | 1975        | Textiles                                |      |
| Kumejima-tsumugi 久米島紬 Kumejima-tsumugi                                           | Okinawa             |                                                                 |        | 1975        | Textiles                                |      |
| Miyako-jōfu 宮古上布 Miyako-jōfu                                                     | Okinawa             |                                                                 |        | 1975        | Textiles                                |      |
| Tsugaru Laqueado 津軽塗 Tsugaru-nuri                                                 | Aomori              |                                                                 |        | 1975        | Laqueado                                |      |
| Aizu Laqueado 会津塗 Aizu-nuri                                                       | Fukushima           |                                                                 |        | 1975        | Laqueado                                |      |
| Isesaki-kasuri 伊勢崎絣 Isesaki-kasuri                                               | Gunma               |                                                                 |        | 1975        | Textiles                                |      |
| Porcelana de Kutani 小石原焼 Kutani-yaki                                             | Ishikawa            |                                                                 |        | 1975        | Cerámica                                |      |
| Takayama Chasen 高山茶筌 Takayama chasen                                             | Nara                |                                                                 |        | 1975        | Madera y bambú                          |      |
| Inshū Washi 因州和紙 Inshū-washi                                                     | Tottori             |                                                                 |        | 1975        | Washi                                   |      |
| Kumano Pinceles 熊野筆 Kumano-fude                                                   | Hiroshima           |                                                                 |        | 1975        | Caligrafía japonesa                     |      |
| Cerámica Koishiwara 小石原焼 Koishiwara-yaki                                         | Fukuoka             |                                                                 |        | 1975        | Cerámica                                |      |
| Kawanabe Butsudan 川辺仏壇 Kawanabe butsudan                                         | Kagoshima           |                                                                 |        | 1975        | Butsudan/Instrumentos de ritual budista |      |
| Cerámica Shigaraki 信楽焼 Shigaraki-yaki                                             | Shiga               |                                                                 |        | 1975        | Cerámica                                |      |
| Yumihama-Kasuri 弓浜絣 Yumihama-gasuri                                               | Tottori             |                                                                 |        | 1975        | Textiles                                |      |
| Kabazaiku 樺細工 Kabazaiku                                                           | Akita               |                                                                 |        | 1976        | Madera y bambú                          |      |
| Oitama-tsumugi 置賜紬 Oitama-tsumugi                                                 | Yamagata            |                                                                 |        | 1976        | Textiles                                |      |
| Kagawa Laqueado 香川漆器 Kagawa-shikki                                               | Kagawa              |                                                                 |        | 1976        | Laqueado                                |      |
| Muñeco tradicional japonés 博多人形 Hakata-ningyō                                    | Fukuoka             |                                                                 |        | 1976        | Muñeco tradicional japonés/Kokeshi      |      |
| Echizen Washi 越前和紙 Echizen-washi                                                 | Fukui               |                                                                 |        | 1976        | Washi/Papel japonés                     |      |
| Uchiyama-gami 内山紙 Uchiyama-gami                                                   | Nagano              |                                                                 |        | 1976        | Washi/Papel japonés                     |      |
| Cerámica Tokoname 常滑焼 Tokoname-yaki                                               | Aichi               |                                                                 |        | 1976        | Cerámica                                |      |
| Banshū Soroban 播州そろばん Banshū-soroban                                           | Hyōgo               |                                                                 |        | 1976        | Instrumentos de escritura               |      |
| Izumo Linternas de piedra 出雲石燈ろう Izumo ishi-dōrō                               | Tottori, Shimane    |                                                                 |        | 1976        | Trabajos en piedra                      |      |
| Hakata-ori 博多織 Hakata-ori                                                         | Fukuoka             |                                                                 |        | 1976        | Textiles                                |      |
| Kurume-Kasuri 久留米絣 Kurume-gasuri                                                 | Fukuoka             |                                                                 |        | 1976        | Textiles                                |      |
| Yomitanzan Hana-ori 読谷山花織 Yomitanzan hanaori                                    | Okinawa             |                                                                 |        | 1976        | Textiles                                |      |
| Yuntanza-minsaa 読谷山ミンサー Yuntanza-minsã                                        | Okinawa             |                                                                 |        | 1976        | Textiles                                |      |
| Cerámica Tsuboya 壺屋焼 Tsuboya-yaki                                                 | Okinawa             |                                                                 |        | 1976        | Cerámica                                |      |
| Laqueado Kawatsura 川連漆器 Kawatsura-shikki                                         | Akita               |                                                                 |        | 1976        | Laqueado                                |      |
| Iga-Kumihimo 伊賀くみひも Iga-kumihimo                                               | Mie                 |                                                                 |        | 1976        | Textiles                                |      |
| Kyō-kumihimo 京くみひも Kyō-kumihimo                                                 | Kioto               |                                                                 |        | 1976        | Textiles                                |      |
| Akama Inkstones 赤間硯 Akama-suzuri                                                  | Yamaguchi           |                                                                 |        | 1976        | Caligrafía japonesa                     |      |
| Awa Washi 阿波和紙 Awa-washi                                                         | Tokushima           |                                                                 |        | 1976        | Washi/Papel japonés                     |      |
| Cerámica Tobe 砥部焼 Tobe-yaki                                                       | Ehime               |                                                                 |        | 1976        | Cerámica                                |      |
| Tosa Washi 土佐和紙 Tosa-washi                                                       | Kōchi               | vid. Ino Paper Museum                                           |        | 1976        | Washi/Papel japonés                     |      |
| Yūki-tsumugi 結城紬 Yūki-tsumugi                                                     | Ibaraki, Tochigi    |                                                                 |        | 1977        | Textiles                                |      |
| Cerámica Akazu 赤津焼 Akazu-yaki                                                     | Aichi               |                                                                 |        | 1977        | Cerámica                                |      |
| Cerámica Kyō・Cerámica Kiyomizu 京焼・清水焼 Kyō-yaki・Kiyomizu-yaki                 | Kioto               |                                                                 |        | 1977        | Cerámica                                |      |
| Yame Fukushima Butsudan 八女福島仏壇 Yame Fukushima butsudan                         | Fukuoka             |                                                                 |        | 1977        | Butsudan/Instrumentos de ritual budista |      |
| Kanazawa Pan de oro 金沢箔 Kanazawa-haku                                             | Ishikawa            | vid. Kanazawa Yasue Gold Leaf Museum                            |        | 1977        | Materiales y herramientas               |      |
| Kiryū-ori 桐生織 Kiryū-ori                                                           | Gunma               |                                                                 |        | 1977        | Textiles                                |      |
| Nara Pinceles 奈良筆 Nara-fude                                                       | Nara                |                                                                 |        | 1977        | Caligrafía japonesa                     |      |
| Ōzu Washi 大洲和紙 Ōzu-washi                                                         | Ehime               |                                                                 |        | 1977        | Washi/Papel japonés                     |      |
| Porcelana de Imari・Porcelana Arita 伊万里・有田焼 Imari・Arita-yaki                 | Saga                |                                                                 |        | 1977        | Cerámica                                |      |
| Cerámica Ōborisōma 大堀相馬焼 Ōborisōma-yaki                                         | Fukushima           |                                                                 |        | 1978        | Cerámica                                |      |
| Edo Muñeco tradicional japonés 江戸木目込人形 Edo Kimekomi-ningyō                    | Saitama, Tokyo      |                                                                 |        | 1978        | Muñeco tradicional japonés/Kokeshi      |      |
| Cerámica Tamba-Tachikui 丹波立杭焼 Mikawachi-yaki                                    | Hyōgo               |                                                                 |        | 1978        | Cerámica                                |      |
| Hiroshima Butsudan 広島仏壇 Hiroshima butsudan                                       | Hiroshima           |                                                                 |        | 1978        | Butsudan/Instrumentos de ritual budista |      |
| Cerámica Hirado 三川内焼 Mikawachi-yaki                                              | Nagasaki            |                                                                 |        | 1978        | Cerámica                                |      |
| Porcelana de Hasami 波佐見焼 Hasami-yaki                                             | Nagasaki            |                                                                 |        | 1978        | Cerámica                                |      |
| Shōgawa Artesanía en madera 庄川挽物木地 Shōgawa hikimono kiji                       | Toyama              |                                                                 |        | 1978        | Materiales y herramientas               |      |
| Cerámica Mino 美濃焼 Mino-yaki                                                       | Gifu                |                                                                 |        | 1978        | Cerámica                                |      |
| Awa shōai shijira-ori 阿波正藍しじら織 Awa shōai shijira-ori                         | Tokushima           |                                                                 |        | 1978        | Textiles                                |      |
| Kamakura-bori 鎌倉彫 Kamakura-bori                                                   | Kanagawa            |                                                                 |        | 1979        | Laqueado                                |      |
| Cerámica Yokkaichi Banko 四日市萬古焼 Yokkaichi banko-yaki                           | Mie                 |                                                                 |        | 1979        | Cerámica                                |      |
| Cerámica Mashiko 益子焼 Mashiko-yaki                                                 | Tochigi             |                                                                 |        | 1979        | Cerámica                                |      |
| Kasukabe Cajas de Paulownia 春日部桐箪笥 Kasukabe kiri-tansu                         | Saitama             |                                                                 |        | 1979        | Madera y bambú                          |      |
| Katsuyama Artesanía Bambú 勝山竹細工 Katsuyama take-zaiku                            | Okayama             |                                                                 |        | 1979        | Madera y bambú                          |      |
| Beppu Artesanía Bambú 別府竹細工 Beppu take-zaiku                                    | Ōita                |                                                                 |        | 1979        | Madera y bambú                          |      |
| Yamagata Butsudan 山形仏壇 Yamagata butsudan                                         | Yamagata            |                                                                 |        | 1980        | Butsudan/Instrumentos de ritual budista |      |
| Cerámica Izushi 出石焼 Izushi-yaki                                                   | Hyōgo               |                                                                 |        | 1980        | Cerámica                                |      |
| Ōdate-magewappa 大館曲げわっぱ Ōdate-magewappa                                       | Akita               |                                                                 |        | 1980        | Madera y bambú                          |      |
| Tinta Suzuka 鈴鹿墨 Suzuka-sumi                                                      | Mie                 |                                                                 |        | 1980        | Caligrafía japonesa                     |      |
| Miyagi Kokeshi 宮城伝統こけし Miyagi dentō kokeshi                                   | Miyagi              |                                                                 |        | 1981        | Muñeco tradicional japonés/Kokeshi      |      |
| Iwayadō-tansu 岩谷堂箪笥 Iwayadō-tansu                                               | Iwate               |                                                                 |        | 1982        | Madera y bambú                          |      |
| Cerámica Iga 伊賀焼 Iga-yaki                                                         | Mie                 |                                                                 |        | 1982        | Cerámica                                |      |
| Cerámica Bizen 備前焼 Bizen-yaki                                                     | Okayama             |                                                                 |        | 1982        | Cerámica                                |      |
| Miyajima Artesanía madera 宮島細工 Miyajima-zaiku                                    | Hiroshima           |                                                                 |        | 1982        | Madera y bambú                          |      |
| Ryūkyū Kasuri 琉球絣 Ryūkyū-kasuri                                                   | Okinawa             |                                                                 |        | 1983        | Textiles                                |      |
| Shuri-ori 首里織 Shuri-ori                                                           | Okinawa             |                                                                 |        | 1983        | Textiles                                |      |
| Cerámica Agano 上野焼 Agano-yaki                                                     | Fukuoka             |                                                                 |        | 1983        | Cerámica                                |      |
| Ise-katagami 伊勢形紙 Ise-katagami                                                   | Mie                 |                                                                 |        | 1983        | Materiales y herramientas               |      |
| Ryūkyū Bingata 琉球びんがた Ryūkyū-bingata                                           | Okinawa             |                                                                 |        | 1984        | Textiles                                |      |
| Akita Cedar Cubas y barriles 秋田杉桶樽 Akita sugi oke taru                          | Akita               |                                                                 |        | 1984        | Madera y bambú                          |      |
| Odawara Laqueado 小田原漆器 Odawara-shikki                                           | Kanagawa            |                                                                 |        | 1984        | Laqueado                                |      |
| Hakone Yosegi-zaiku 箱根寄木細工 Hakone yosegi-zaiku                                 | Kanagawa            |                                                                 |        | 1984        | Madera y bambú                          |      |
| Hidehira Laqueado 秀衡塗 Hidehira-nuri                                               | Iwate               |                                                                 |        | 1985        | Laqueado                                |      |
| Jōbōji Laqueado 浄法寺塗 Jōbōji-nuri                                                 | Iwate               |                                                                 |        | 1985        | Laqueado                                |      |
| Mino Washi 美濃和紙 Mino-washi                                                       | Gifu                |                                                                 |        | 1985        | Washi/Papel japonés                     |      |
| Ogatsu Piedras de tinta 雄勝硯 Ogatsu-suzuri                                         | Miyagi              |                                                                 |        | 1985        | Caligrafía japonesa                     |      |
| Unshū Soroban 雲州そろばん Unshū-soroban                                             | Shimane             |                                                                 |        | 1985        | Caligrafía japonesa                     |      |
| Fukuyama Koto 福山琴 Fukuyama koto                                                   | Hiroshima           |                                                                 |        | 1985        | Instrumentos musicales                  |      |
| Ryūkyū Laqueado 琉球漆器 Ryūkyū-shikki                                               | Okinawa             |                                                                 |        | 1986        | Laqueado                                |      |
| Cerámica Echizen 越前焼 Echizen-yaki                                                 | Fukui               |                                                                 |        | 1986        | Cerámica                                |      |
| Yonaguni-ori 与那国織 Yonaguni-ori                                                   | Okinawa             |                                                                 |        | 1987        | Textiles                                |      |
| Kijōka-bashōfu 喜如嘉の芭蕉布 Kijōka no bashōfu                                      | Okinawa             |                                                                 |        | 1988        | Textiles                                |      |
| Etchū Washi 越中和紙 Etchū-washi                                                     | Toyama              |                                                                 |        | 1988        | Washi/Papel japonés                     |      |
| Cerámica Karatsu 唐津焼 Karatsu-yaki                                                 | Saga                |                                                                 |        | 1988        | Cerámica                                |      |
| Yaeyama-minsaa 八重山ミンサー Yaeyama-minsã                                          | Okinawa             |                                                                 |        | 1989        | Textiles                                |      |
| Yaeyama-jōfu 八重山上布 Yaeyama-jōfu                                                 | Okinawa             |                                                                 |        | 1989        | Textiles                                |      |
| Sekishū Washi 石州和紙 Sekishū-washi                                                 | Shimane             |                                                                 |        | 1989        | Washi/Papel japonés                     |      |
| Ōuchi Laqueado 大内塗 Ōuchi-nuri                                                     | Yamaguchi           |                                                                 |        | 1989        | Laqueado                                |      |
| Naruko Laqueado 鳴子漆器 Naruko-shikki                                               | Miyagi              |                                                                 |        | 1991        | Laqueado                                |      |
| Cerámica Kasama 笠間焼 Kasama-yaki                                                   | Ibaraki             |                                                                 |        | 1992        | Cerámica                                |      |
| Cerámica Aizuhongō 会津本郷焼 Aizuhongō-yaki                                         | Fukushima           |                                                                 |        | 1993        | Cerámica                                |      |
| Cerámica Iwami 石見焼 Iwami-yaki                                                     | Shimane             |                                                                 |        | 1994        | Cerámica                                |      |
| Miyakonojō Arcos 都城大弓 Miyakonojō-daikyū                                          | Miyazaki            |                                                                 |        | 1994        | Madera y bambú                          |      |
| Makabe Linternas de piedra 真壁石燈籠 Makabe ishi-doro                               | Ibaraki             |                                                                 |        | 1995        | Trabajos en piedra                      |      |
| Tendō Shōgi 天童将棋駒 Tendō shōgi-koma                                              | Yamagata            |                                                                 |        | 1996        | Juego de tablero                        |      |
| Cerámica Seto-Cerámica azul y blanca 瀬戸染付焼 Seto-sometsuke-yaki                  | Aichi               |                                                                 |        | 1997        | Cerámica                                |      |
| Kyō-hyōgu 京表具 Kyō-hyōgu                                                           | Kioto               | Soportes para byōbu (biombo), fusuma, makimono (pergamino), &c. |        | 1997        | Otros                                   |      |
| Marugame Uchiwa Abanicos 丸亀うちわ Marugame-uchiwa                                  | Kagawa              |                                                                 |        | 1997        | Otros                                   |      |
| Tosa Láminas forjadas 土佐打刃物 Tosa-uchihamono                                     | Kōchi               |                                                                 |        | 1998        | Trabajos en metal                       |      |
| Yame Linternas 八女提灯 Yame-chōchin                                                 | Fukuoka             |                                                                 |        | 2001        | Linternas                               |      |
| Cerámica Hagi 萩焼 Hagi-yaki                                                         | Yamaguchi           |                                                                 |        | 2002        | Cerámica                                |      |
| Porcelana de Satsuma 薩摩焼 Satsuma-yaki                                             | Kagoshima           |                                                                 |        | 2002        | Cerámica                                |      |
| Bōshū Uchiwa Abanicos 房州うちわ Boshu-uchiwa                                        | Chiba               |                                                                 |        | 2003        | Otros                                   |      |
| Cerámica Shōdai 小代焼 Shōdai-yaki                                                   | Kumamoto            |                                                                 |        | 2003        | Cerámica                                |      |
| Cerámica Amakusa 天草陶磁器 Amakusa-tōjiki                                           | Kumamoto            |                                                                 |        | 2003        | Cerámica                                |      |
| Higo Incrustaciones 肥後象がん Higo-zōgan                                            | Kumamoto            |                                                                 |        | 2003        | Trabajos en metal                       |      |
| Cerámica Ōtani 大谷焼 Ōtani-yaki                                                     | Tokushima           |                                                                 |        | 2003        | Cerámica                                |      |
| Okuaizu Cestería 奥会津編み組細工 Okuaizu amikumi-zaiku                              | Fukushima           |                                                                 |        | 2003        | Madera y bambú                          |      |
| Kawajiri Pinceles 川尻筆 Kawajiri-fude                                               | Hiroshima           |                                                                 |        | 2004        | Caligrafía japonesa                     |      |
| Uetsu-shinafu 羽越しな布 Uetsu-shinafu                                               | Yamagata, Niigata   |                                                                 |        | 2005        | Textiles                                |      |
| Iwatsuki 岩槻人形 Iwatsuki-ningyō                                                    | Saitama             |                                                                 |        | 2007        | Muñeco tradicional japonés/Kokeshi      |      |
| Chibana Hana-ori 知花花織 Chibana hanaori                                            | Okinawa             |                                                                 |        | 2012        | Textiles                                |      |
| Nibutani-ita 二風谷イタ Nibutani-ita                                                 | Hokkaidō            | Bandejas de madera tallada                                      |        | 2013        | Madera y bambú                          |      |
| Nibutani-attushi 二風谷アットゥㇱ Nibutani-attushi                                   | Hokkaidō            |                                                                 |        | 2013        | Textiles                                |      |
| Chichibu-Meisen 秩父銘仙 Chichibu-meisen                                             | Saitama             |                                                                 |        | 2013        | Textiles                                |      |
| Yamaga Linternas 山鹿灯籠 Yamaga-tōrō                                                | Kumamoto            |                                                                 |        | 2013        | Linternas                               |      |
| Sendai-Tansu 仙台箪笥 Sendai-tansu                                                   | Miyagi              |                                                                 |        | 2017        | Madera y bambú                          |      |
| Nagasaki Artesanía de carey 長崎べっ甲 Nagasaki-bekkō                                | Nagasaki            |                                                                 |        | 2017        | Otros                                   |      |
| Haebaru Hana-ori 南風原花織 Haebaru hanaori                                          | Okinawa             |                                                                 |        | 2017        | Textiles                                |      |
| Okuaizu Shōwa Karamushi-ori 奥会津昭和からむし織 Okuaizu Shōwa karamushi-ori         | Fukushima           |                                                                 |        | 2017        | Textiles                                |      |
| Chiba Herramientas artesanales 千葉工匠具 Chiba kōshō-gu                             | Chiba               |                                                                 |        | 2017        | Trabajos en metal                       |      |
| Etchū Fukuoka Sombreros de juncia 越中福岡の菅笠 Etchū Fukuoka no suge-gasa          | Toyama              |                                                                 |        | 2017        | Otros                                   |      |
| Sanshū Onigawara Ornamentación para tejados 三州鬼瓦工芸品 Sanshū onigawara kōgeihin | Aichi               |                                                                 |        | 2017        | Cerámica                                |      |
| Nara Tinta 奈良墨 Nara-sumi                                                          | Nara                |                                                                 |        | 2018        | Caligrafía japonesa                     |      |
| Sanshin 三線 Sanshin                                                                 | Okinawa             |                                                                 |        | 2018        | Instrumentos musicales                  |      |
| Gyōda Tabi 行田足袋 Gyōda-tabi                                                       | Saitama             |                                                                 |        | 2019        | Textiles                                |      |
| Tokyo Shamisen 東京三味線 Tōkyō shamisen                                             | Tokyo               |                                                                 |        | 2022        | Instrumentos musicales                  |      |
| Tokyo Koto 東京琴 Tōkyō koto                                                         | Tokyo               |                                                                 |        | 2022        | Instrumentos musicales                  |      |
| Edo-hyōgu 江戸表具 Edo-hyōgu                                                         | Tokyo               | Pergamino colgante                                              |        | 2022        | Otros                                   |      |
| Tokyo Honzome Chūsen 東京本染注染 Tōkyō honzome chūsen                               | Tokyo               |                                                                 |        | 2023        | Textiles                                |      |